# Aleksei Gritsayenko
Bản mẫu:Eastern Slavic name
Aleksei Aleksandrovich Gritsayenko (tiếng Nga: Алексей Александрович Грицаенко; sinh ngày 25 tháng 5 năm 1995) là một cầu thủ bóng đá người Nga thi đấu ở vị trí trung vệ cho F.K. Krasnodar.

## Sự nghiệp câu lạc bộ
Anh có màn ra mắt tại Giải bóng đá Quốc gia Nga cho F.K. Luch-Energiya Vladivostok vào ngày 11 tháng 3 năm 2016 trong trận đấu với F.K. Spartak-2 Moskva.
Vào ngày 13 tháng 6 năm 2017, anh ký bản hợp đồng 4 năm cùng với F.K. Krasnodar.

### Thống kê sự nghiệp
Tính đến 13 tháng 5 năm 2018
| Câu lạc bộ                     | Mùa giải            | Giải vô địch                | Giải vô địch | Giải vô địch | Cúp     | Cúp       | Châu lục | Châu lục  | Tổng cộng | Tổng cộng |
| Câu lạc bộ                     | Mùa giải            | Hạng đấu                    | Số trận      | Bàn thắng    | Số trận | Bàn thắng | Số trận  | Bàn thắng | Số trận   | Bàn thắng |
| ------------------------------ | ------------------- | --------------------------- | ------------ | ------------ | ------- | --------- | -------- | --------- | --------- | --------- |
| F.K. Luch-Energiya Vladivostok | 2015–16             | FNL                         | 14           | 0            | 0       | 0         | –        | –         | 14        | 0         |
| F.K. Luch-Energiya Vladivostok | 2016–17             | FNL                         | 35           | 3            | 1       | 0         | –        | –         | 36        | 3         |
| F.K. Luch-Energiya Vladivostok | Tổng cộng           | Tổng cộng                   | 49           | 3            | 1       | 0         | 0        | 0         | 50        | 3         |
| F.K. Krasnodar-2               | 2017–18             | PFL                         | 4            | 0            | –       | –         | –        | –         | 4         | 0         |
| F.K. Krasnodar                 | 2017–18             | Giải bóng đá ngoại hạng Nga | 10           | 1            | 1       | 0         | 0        | 0         | 11        | 1         |
| Tổng cộng sự nghiệp            | Tổng cộng sự nghiệp | Tổng cộng sự nghiệp         | 63           | 4            | 2       | 0         | 0        | 0         | 65        | 4         |